# Antipater (fiul lui Irod cel Mare)
Antipater al II-lea (în greacă veche Ἀντίπατρος; c. 46 – 4 î.Hr.) a fost primul fiu al regelui Irod cel Mare, singurul lui copil din căsătoria cu prima soție, Doris. El a fost numit după bunicul lui, Antipater Idumeanul. Antipater și mama lui au fost exilați după ce Irod a divorțat de Doris cândva între anii 43 î.Hr. și 40 î.Hr. pentru a se căsători cu Mariamna I. Cu toate acestea, el a fost rechemat după executarea Mariamnei în anul 29 î.Hr. și în anul 13 î.Hr. Irod l-a făcut primul moștenitor în testamentul său. El și-a păstrat această poziție chiar și atunci când Alexandru și Aristobul (fiii lui Irod cu Mariamna) au intrat în succesiunea regală în anul 12 î.Hr. și chiar a devenit unic succesor la tron după executarea lor în 7 î.Hr. (cu Irod al II-lea pe locul al doilea în succesiune).
Cu toate acestea, în anul 5 î.Hr. Antipater a fost adus în fața lui Publius Quinctilius Varus, care era atunci guvernatorul roman al Siriei, fiind acuzat de complot pentru uciderea tatălui său, Irod. Antipater a fost găsit vinovat de Varus; cu toate acestea, din cauza rangului său înalt, a fost necesar ca împăratul Augustus să aprobe condamnarea lui la moarte. După ce a primit verdictul de vinovat, Antipater a fost scos din poziția de unic succesor și înlocuit cu Irod Antipa. Sentința de condamnare la moarte a fost aprobată de Augustus în anul 4 î.Hr., iar Antipater a fost apoi executat și, prin testamentul tatălui său, Irod Archelaus (fiul regelui din căsătoria cu Malthace) a devenit moștenitor al poziției de rege peste întregul regat al lui Irod, în timp ce Irod Antipa și Irod Filip al II-lea au devenit tetrarhi peste anumite teritorii.
Sunt cunoscute două din soțiile lui Antipater din scrierile lui Iosephus Flavius. Prima era nepoata sa Mariamna a III-a, fiica lui Aristobul al IV-lea. Cea de-a doua a fost o prințesă hasmonee de rang înalt al cărei prenume a fost uitat. Ea era fiica lui Antigonus Hasmoneul, ultimul rege hasmoneu care a servit, de asemenea, ca mare preot. Această soție a lui Antipater era, de asemenea, o verișoară primară a Mariamnei I, renumita soție regală a lui Irod cel Mare. Iosephus menționează că ea se afla la palat împreună cu Doris, mama lui Antipater, susținându-l pe soțul ei în timpul procesului judecat de Varus în anul 5 î.Hr.